# Грнчарски занат у Нишу
Грнчарски или лончарски занат у Нишу припада групи веома старих, развијених и еснафски уређених заната у Јужној и источној Србији. Осим материјалне, и употребне вредности, грнчарство и предмети које су нишки грнчари вековима израђивани у глини имају и велику уметничку, нематеријалну и културну вредност за историју нишког краја. Зато се овај занат сврстава у најстарије нишке уметничке занате.
Имућнији нишки грнчари предмете од глине производили су и продавали у сопственим занатским радњама, а сиромашнији су их израђивали код својих кућа а продавали на нишким пијацама, или би са натовареним запрежним колима обилазили села у околини Ниша и на месним пијацама успутно продавали грнчарију за новац или је размењивали за пољопривредне производе.
Грнчарски еснаф, који спада међу најстарије у Нишу је основана 1881. године, са 20 чланова. За еснафску славу, као свог занатског патрона, грнчари су изабрали Светог Спиридона (25. децембар). 

## Историја
У културној историји Ниша (некадашњег Наиса), производња керамичких судова од глине перманентно је присутна од праисторијских - неолитских дана, преко антике, Византије, средњег века, све до наших дана. На то указују и најновија археолошка истраживања бројних локалитета Ниша и околине у којим су пронађени бројни судови од глине, као и остатаци пећи и других пратећих налаза на једном месту, као трагови прве занатске привреде, за коју се може рећи да је била и прва права индустријска керамичка производња. На простору Ниша и околине најпознатија је бубањско-хумска керамика, о чему сведочи и богата збирка глинених посуда у археолошкој и етнографској збирци Народног музеја у Нишу.
Сматра се да су прве глинене посуде нишки грнчари израђивали облепљивањем плетених корпи од врбовог прућа блатом, које су потом сушили на сунцу а касније и пекли. Како је потреба за глиненим судовима у домаћинствима од памтивека била насушна, проналазак грнчарског кола, глеђи и грнчарске пећи био је револуционаран корак, који су прихватили и нишки грнчари што је значајно унапредило и омасовило овај занат у Нишу. Сва каснија достигнућа нишких грчара у овом занату сводила су се на побољшање квалитета глине, глеђи и печења.

### Грнчарство у експанзији
После вишевековног ропства под Османлијама, уласком српске војске у Ниш 11. јануара 1878. године почиње да се мења живот житеља Ниша али и Понишавља из темеља. Ниш постаје средиште понишавља и присаједињује се Кнежевини Србији. Непосредно после ослобођења организује се Општинска а потом и среска упрва, почетком 1878. године, са задатком да се обезбеди сигурност становништва ових крајева, да се омогући неометано кретање и снадбевање српске војске на ратиштима: храном, муницијом и транспортним средствима и другим потребштинама.
Као нови урбани центар Кнежевине Србије Ниш је постао привредно средиште области, у којој се развијају пратеће делатности као: пољопривреда, виноградарство, воденичарство и сточарство, али и занатство и трговина који постају доминантно занимање градског, а временом и сеоског становништва. Крајем 19. века Ниш постаје град познат по својим занатлијама, нарочито, по грнчарима, бојаџијама, терзијским, ткачима, ћурчијама, качарима, сарачима и мутавџијама. Оснивају се и први еснафи занатлија.
Неки етнолози наводе да градски грнчарски посао у народу није био нарочито цењен, и да су их често називали „каљавцима„, као и да су грнчари  увек били настањени на рубовима Ниша, не само из друштвено-економских разлога, већ и због грнчарских пећи, чије је паљење, због опасности од пожара, усред збијеног градског насеља било опасно.
Грнчарски производи, како у граду Нишу тако и у околним селима, током прошлих векова у недостатку предмета од метала, стакла и порцелана били су најзаступљенији предмети у покућству. Како су ове посуде биле лако ломљиве, требало их је стално обнављати, што је индиректно утицало и на повећану бројност мајстора грнчара. Све веће потребе за грнчаријом у Нишу подмиривали поред нишких и пиротски грнчари - печалбари.
Нишки мајстори су глину за израду предмета набављали у Аранђеловцу и селу Гркињи, а гркињци су је копали у атару села (у местима Алуга и Влашка арница). Бела гркињска глина се користи и за енгобирање предмета - бојење у бело.
Неки етнолози наводе да градски грнчарски посао у народу није био нарочито цењен, и да су их често називали „каљавцима„, као и да су грнчарису увек били настањени на рубовима града, не само из друштвено-економских разлога, већ и због грнчарских пећи, чије је паљење, због опасности од пожара, усред збијеног градског насеља било опасно.

### Оснивање еснафа
Грнчарски еснаф у Нишу је основан  је 3. марта 1881. године. У њему је 1900. године било 20 грнчара-лончара. Број грнчарских радњи у даљем периоду развоја Ниша варирао је из године у годину: 1926. године било је 7, 1929. године 10, а 1931. године 3.
За разлику од градских грнчара, сеоски грнчари се нису удруживали у еснафе јер њима грнчарство није било примарно занимање, већ је представљало додатни извор прихода, уз пољопривреду. Они у почетку нису били ни опорезивани. Мању количину судова су продавали у селу, а већи део повремено на вашарима и пазарним данима у граду.

### Школовање грнчара
На грнчарски занат у Нишу, примана су деца према очевим жељама. Трајање школовања — шегртовање, калфенисање и мајсторовање у грнчарској занатској радиноци трајало је око три године. Почињало се са 12 до 15 година живота.
Први ступањ је било шегртовање. После годину дана рада шегрт је полагао калфенски испит, након кога је калфа добијао плату, а неретко му је мајстор поклањао и алат. Калфа је могао да самостално замењује мајстора и врши све послове као мајстор али није могао да самостално отвори радњу.
Као калфа будући мајстор грнчарства радио је обично још три године а затим би стекао звање мајстора. Калфа је морао да буде писмен, мада се диплома основне школе није тражила, па су грнчари махом били неписмени.

## Основна обележја грнчарства у Нишу
У данашњем занатском грнчарству Ниша и околине присутна је очуваност праисторијских форми, које су биле под утицајем старобалканских и старословенских културних елемената, класичних култура, Византије и традиције Оријента. Ове форме нишки грнчари „уградили” су у домаће производне могућности и ликовна схватања Српског народа, тако да су се новонастали производи кроз време стилски и духовно јасно издвајају од стваралаштва других народа из окружења на простору Балкана.
У српкој народној керамици, на простору јужног Поморавља, Понишавља, Косова и оној негованој у Нишу и околини, срећемо најједноставније производе од глине (црепуље и вршници), тешке, руком обликоване посуде без кола, које су махом израђивале жене за сопствене потребе, а користиле су се за печење хлеба на огњишту у кући. Ове посуде су сличне праисторијским из Винчанске културе, Градине и Бутмирске културе.
Током 20. века, масовним коришћењем штедњака за печење хлеба и грејање ван отвореног огњишта, престала је потреба за овим судовима, што је условило и нестанак огњишта у народној архитектури. Грнчарство се брзо прилагодило новонасталим условима и почели су да се израђују савременије судови од посне глине, за припремање јела на затвореном огњишту, који су израђивали  грнчари на ручном колу.
Посуде израђене на колу су мрке боје, отпорни на температуру, складно обликовани и једноставно украшени (правим и таласастим линијама и кратким вертикалним зарезима). Ова керамика је најсличнија старословенској. 
Следећу групу грнчарских производа чиниле су најсавршеније посуде у којима се кувало јело. Оне су израђиване на ножном колу (покретаном ногом), од пречишћене масне глине, песковите беле глине, масне глине помешане са песком, за судове. Ова керамика која је већим делом глеђосана, карактерише се по томе што се на њој може видети богатство облика, боја и орнаментике. Ова врста керамике била је погодна за занатску производњу која се све више развијала с краја 19. и у првој половини 20. века. развијену занатску производњу у којој су се могли видети различити утицаји. У Србији се тако издвојило неколико географских области са карактеристичним грнчарским производима.
Грнчарски производи који су израђивани у различитим величинама и облицима (плитки, дубоки судови), претежно су били практичне и лепе посуде складних форми са ниским и равним дном, често прстенасто украшене наоколо. Поједини судови имали су високе, наглашене стопе и складно обликоване вратове, грлиће и сискове (нпр тестије). Украшавани су и урезима, зарезима, дугмастим, тачкастим и барељефним апликацијама, розетама и скулптуралним представама.
Постоје а и данас се израђују антропоморфни и зооморфни предмети, од печене глине, израђени у облику људских фигура, животиња, риба...

## Нишко грнчарство у 21. веку
Данас се у Нишу грнчарством баве, као допунским занимањем, у редуцираној техници, само двојица мајстора. Ова два преостала мајстора израђују сужен број грнчарских производа, у редуцираној техници: кондири, тестије, вазе, свећњаци, кадионице, таве, грнци, од чије продаје не могу нормално да живе, тако да им бављење древним грнчарским занатом само допуњује кућни буџет.